# Jabodetabekjur
Jabodetabekjur (alternativt stavat med versaler, JABODETABEKJUR) är storstadsområdet för Indonesiens huvudstad Jakarta. Namnet är en akronym som är bildad av delar av namnen på de städer och distrikt som ingår. Dessa är Jakarta, Bogor, Depok, Tangerang, Bekasi och Cianjur. I området ingår även staden Tangerang Selatan, som bildades år 2008. Området hade totalt 25 702 391 invånare år 2005, och är därmed ett av världens folkrikaste storstadsområden. Jabodetabekjur täcker delar av provinserna Banten och Jawa Barat samt Jakarta på västra Java. Den sammanlagda ytan uppgår till 10 749 km².
Definitionen används i huvudsak för regional planering för Jakarta och dess omgivningar. En alternativ benämning på området är Jabodetabekpunjur, en akronym som inkluderar området Puncak. En äldre benämning på Jakartas storstadsområde är Jabotabek.

## Definition
Området består av Jakarta samt följande administrativa områden:
Distrikt (Kabupaten):
- Bekasi, Bogor, Cianjur, Tangerang

Städer (Kota):
- Bekasi, Bogor, Depok, Tangerang, Tangerang Selatan